# Novoribàtske
Novoribàtske (en (ucraïnès): Новорибацьке, en rus: Новорыбацкое, Novoribàtskoie) és un poble de la República Autònoma de Crimea a Ucraïna, que el 2014 tenia 105 habitants. Pertany al districte rural de Krasnoperekopsk.